# Teinobasis palauensis
Teinobasis palauensis – gatunek ważki z rodziny łątkowatych (Coenagrionidae). Występuje endemicznie na wyspach Palau.